# Хивел Сальная Борода
Хивел Сальная Борода (валл. Hywel Farf-fehinog; умер в 825) — король Гвинеда (814—825). Одни генеалогии называют Хивела сыном Карадог ап Мейрионаа, другие — братом Кинан Диндайтуи.

## Биография
Некоторое время Хивелу пришлось вести борьбу с другим претендентом на престол Гвинеда, Кинаном Диндайтуи ап Родри. Причиной могло послужить то, что Кинан родился, когда его отец был уже стар и, казалось, не мог иметь детей. Поэтому по королевству распространились слухи, что Кинан на самом деле был сыном королевского лесничего Калидигана. В «Cyfoesi» противник Кинана называется Хивел фаб Кадвал, и на этом основании предполагается, что Хивел Сальная Борода как сын Карадога ап Мейриона являлся потомком Кадвала Крисбана.
«Гвентианская хроника» отмечает, что «королевство Мона и королевство Дивед пострадали из-за войны между Хивелом Младшим и его братом Кинаном, в которой Хивел завоевал Мону» в 810 году. Там же далее: «вторая война между Хивелом и его братом Кинаном … в которой Кинан … напал на своего брата Хивела и изгнал его из Моны на Мэн» в 814 году. В «Гвентианской хронике» смерть «Кинана Тиндаэтви короля всего Уэльса» датирована 814 годом, «спустя короткое время после того, как он изгнал своего брата из Англси». Бартрум называл Хивела сыном Карадога, с прозвищем «Сальная Борода», и считал недостоверной информацию о том, что Хивел был сыном Родри.
В «Хронике принцев» эти события описаны так, что «Хивел подчинил остров Мона и изгнал своего брата Кинана» в 815 году, но «был во второй раз изгнан из Моны» в 817 году.
В записи о 816 году в «Анналах Камбрии» сообщается о смерти Кинана-правителя и вторжение саксов в горы Эрири и в гвинедское суб-королевство Руфониог. «Хроника прицев» сообщает о смерти Кинана, короля Гвинедда, в 817 году. Согласно «Хронике принцев», изгнание Хивела из Моны в 817 году могло быть связано с битвой при Лланфаесе на острове Англси (Мона), о которой упоминается в «Анналах Камбрии». Кинан же имел свой двор в Лланфаесе на юго-восточном побережье. Согласно же Гвентианской Хронике, в 818 году произошло и вступление Мервина к правлению в Гвинеде и сражение при Лланфаесе. В 822 году, согласно всё тем же «Анналам Камбрии», саксы разрушили крепость Дегануи.
Вероятно, что Хивел бежал не на Мэн, а на Мону, а Кинан после поражения от Хивела бежал на остров Мэн, так как его дочь была замужем за местным правителем Гуриадом ап Элидиром. Ранняя версия «Хроники принцев» не содержала информацию, что Кинан и Хивел были братьями: возможно, что это поздняя вставка. Утверждение о том, что двое мужчин, по крайней мере один из которых старше 80 лет, сражались за наследство через 60 лет после смерти своего отца Родри ап Идвала, мало внушает доверия. Если Кинан Диндайтуи наследовал своему отцу в качестве короля, то он должен был родится в 730 году или ещё раньше. Его дочь Эсиллт тогда появилась бы между 760—780-х годах и была бы слишком старой, чтобы быть матерью Родри Великого, и стоит предположить, что самые старые источники наиболее верные, делающие её матерью Мервина ап Гуриада.
Последующие годы Хивел правил в мире. «Анналы Камбрии» и «Хроника принцев» сообщают о его смерти в 825 году. При этом в «Хронике принцева» Хивел назван королём Мэна. Он умер, не оставив наследника. После его смерти престол Гвинеда перешёл к королю Мэна Мервину ап Гуриаду, внуку Кинана.
Гипотеза о том, что Хивел бежал на остров Мэн, кажется целиком основан на тексте из манускрипта British Museum Ms Cleopatra B v, где Манау, а не Мона, используется в двух из трех ссылок на Хивела, один из которых позднее был изменён неизвестной рукой. В отсутствие цитаты нет никаких доказательств того, что Хивел когда-либо посещал остров Мэн, а уж тем более был его правителем.
Предположительно на рубеже VIII и IX веков в Гвинедде произошло следующее. Родри Молуиног умер в 754 году, ему наследовал его сын Кинан Диндайтуи, родившийся около 730 года. Когда Кинан стал слишком старым, чтобы эффективно вести людей в бой в 790-х годах, бремя защиты Северного Уэльса упало на дальнего родственника — Карадога из Роса. Оба были из семьи Кунеды. Предполагается, что Хивел, который был врагом Кинана, не был его братом, а был сыном Карадога. Когда его отец был убит в 798 году, Хивел стал главным защитником Гвинеда. Зная, что у стареющего Кинана нет сыновей и что его происхождение сделало его логичным преемником, следует считать, что Хивел стал нетерпеливым, когда возраст старого короля превысил 80 лет. Таким образом, в 813 или 814 году Хивел прёвел свою армию в Англси, чтобы захватить королевский престол. Кинану стало ясно, что его войско не остановит Хивела, а потому старик бежал на остров Мэн. Это было бы для него надёжным убежищем, так как его зять Мервин ап Гуриад уже был достаточно взрослым мужчиной. Когда Кинан, наконец, скончался на острове Мэн через пару лет, Мервин перебросил свою армию в Англси и прогнал Хивела обратно в свое собственное наследие в Росе. Однако, возможно, что военная мощь Мервина, а не статус мужа наследницы, заставила людей Гвинеда принять его в качестве своего короля.
Спустя несколько лет Хивел умер. Учитывая репутации жестоких воинов, приписываемых Мервину ап Гуриаду, а затем его сыну Родри Великому, можно предположить, почему ни один из сыновей Хивела не предъявил претензии на королевство, которое никогда не было достоянием их семьи. Таким образом, за исключением только перерывов в XI веке, потомки Мервина правили Гвинедом, пока Эдуард I не победил Ллевелина ап Грифида в 1282 году.